# Mattheus Notenboom

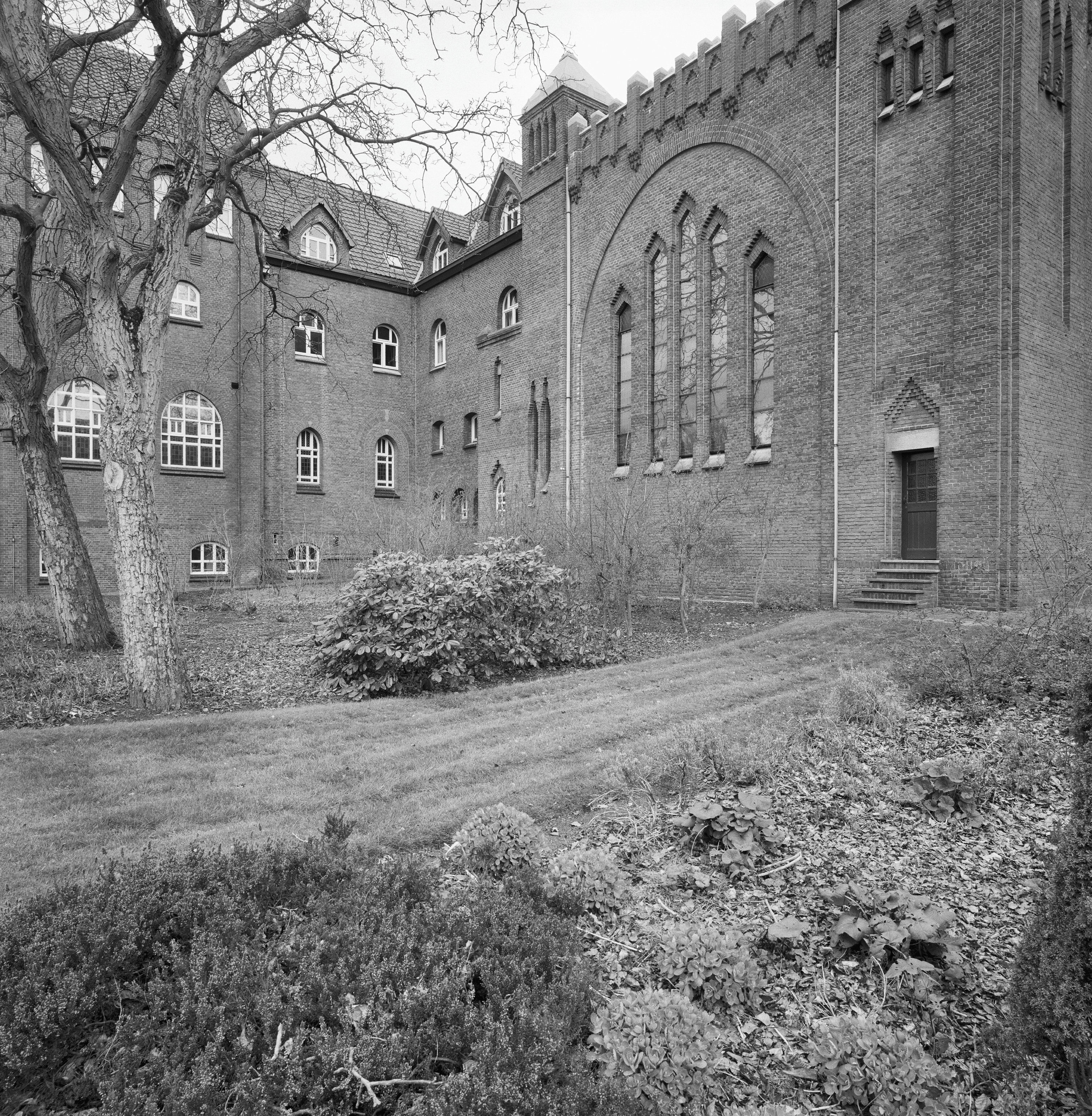
De Sint-Paulusabdij in Oosterhout, waar broeder Mattheus tussen 1952 en 2006 woonde

Mattheus (geboren als: Antonius Henricus Gerardus Marie) Notenboom (Roosendaal, 17 augustus 1929 - Teteringen, 8 december 2012) was een Nederlands rooms-katholiek monnik, keramist en medeplichtige aan misdaad.

## Kloosterleven
Nooteboom werd geboren als een van jongsten in een groot katholiek gezin in Roosendaal. Toine, zoals hij sinds zijn doop genoemd werd, had weinig talent voor studeren maar viel als kind al op door zijn artistieke gaven. Hij trad in september 1952 in bij de Benedictijnen van de Sint-Paulusabdij in Oosterhout, waar hij de kloosternaam Mattheus kreeg. In de abdij werkte hij aanvankelijk in het atelier van de architect Dom van der Laan, als kleermaker en vervaardiger van liturgisch borduurwerk. Vanaf 1971 werd broeder Mattheus een centrale figuur in de pottenbakkerij van de Oosterhoutse abdij. De pottenbakkerij was een van de plekken waar de regionale bevolking ingang kon krijgen tot de - doorgaans in contemplatie teruggetrokken - Oosterhoutse communiteit. Aldus werd broeder Mattheus in zekere zin het gezicht van de Paulusabdij. Hij genoot onder de Oosterhoutse bevolking grote populariteit. Naast zijn werk in de pottenbakkerij was broeder Mattheus meer dan vijftig jaar lang de ziekenbroeder van de kloostergemeenschap, waardoor hij ook binnen de communiteit een - naarmate de gemiddelde leeftijd van de kloosterlingen steeg - een  toenemende centrale rol vervulde. Ook onder de gasten van de abdij was hij - door zijn sterk sociale inslag - een zeer geliefde broeder.

## Gijzeling Scheveningse gevangenis

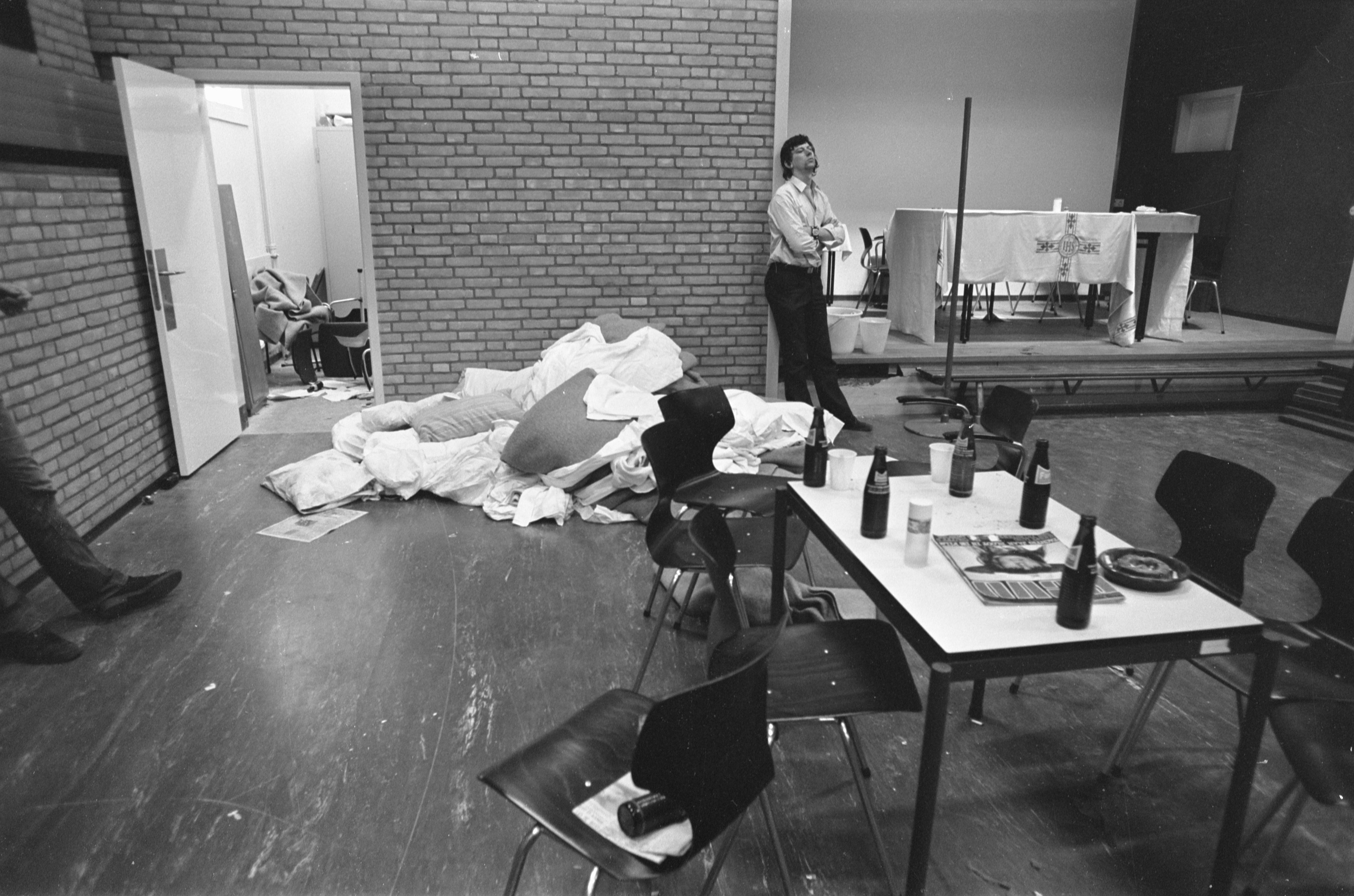
Gevangeniskerkzaal na afloop van de gijzeling

Vanaf het einde van de jaren zestig wilden ook de - doorgaans meer naar zowel boven als binnen geneigde - benedictijnen een grotere rol gaan spelen binnen de samenleving. Daarbij zocht men aansluiting bij de zeven werken van barmhartigheid. In dat kader kreeg broeder Mattheus opgedragen gevangenisbezoek af te gaan leggen. In de Bredase koepelgevangenis leerde hij gevangene Jan Brouwers kennen, die hij - naar later bleek - uit die gevangenis hielp ontsnappen door hem een ijzerzaagje te leveren. Toen de gevangene later weer werd opgepakt, werd hij overgeplaatst naar de Scheveningse gevangenis. Daar zou broeder Mattheus hem twee vuurwapens ter hand gesteld hebben, dit nadat de directie van de penitentiaire inrichting hem de toegang tot het complex had ontzegd. Deze ontzegging werd op last van Justitieminister Van Agt, bevriend met Mattheus' broer, KVP-politicus Harrij Notenboom, evenwel voor het noodlottige moment ongedaan gemaakt. Het aldus verkregen wapen werd door gevangene Brouwers aangewend voor een gijzeling in de kerkzaal van het justitieel complex. De gijzeling duurde vijf dagen en werd vervolgens met succes beëindigd door speciale eenheden van het Korps Mariniers. Het hoe en waarom van broeder Mattheus' betrokkenheid bij dit alles is nooit volledig opgehelderd. Wel is duidelijk dat de broeder wist dat hij wapens aan Brouwers had geleverd, hoewel hij zelf bij de rechter aangaf dat hij dacht dat het ging om nepwapens. De broeder werd voor zijn betrokkenheid bij dit alles veroordeeld tot een gevangenisstraf die hij deels in voorarrest, deels in huisarrest binnen het klooster uitzat.
- RKD-Nederlands Instituut voor Kunstgeschiedenis: 105580